# Иван М. Лалић
Иван М. Лалић (Београд, 1965) српски је драмски писац и менаџер у култури.

## Биографија
Дипломирао је драматургију на Факултету драмских уметности.
Представе ,,У пламену страсти” и Херој нације” изведене су на преко 50 сцена у земљи и иностранству.
Био је директор Стеријиног позорја док није поднео оставку на функцију. Он је био директор Фестивала Синема Сити.

## Награде
- Награда Бранислав Нушић[1]
- Златни ћуран[1]

## Одабрана дела
- Трећи светски рат, 1999.
- Роб љубави, 1999.
- Куба либре, 2001.
- Друштвена игра, 2003.
- Херој нације, 2007.
- У пламену страсти
- Мој отац у борби против ниткова из свемира
- Љубав у Савамали

Сценарији
- Дуги живот брачног пара Кос
- Отворена врата, један од сценариста, 2015.
- Пилот у трави, један од сценариста
- Апситентни